# Морево (Смоленская область)
Морево — деревня в Смоленской области России, в Кардымовском районе. Расположена в центральной части области в 10 км к юго-востоку от Кардымова, в 8 км южнее автодороги Р134 «Старая Смоленская дорога» Смоленск — Дорогобуж — Вязьма — Зубцов. Население — 4 жителя (2007 год). Входит в состав Первомайского сельского поселения.

## История
Первым официальным упоминанием о Морево, можно считать упоминание от 1634 года в документах литовской метрики первой половины XVII века по Смоленскому уезду. Морево и ряд других деревень принадлежали Самуэлю Швейковскому. С большой вероятностью, можно считать, что после событий 1654 года многие поляки в том числе и Швейковский поступили на службу и приняли присягу русскому царю Алексею Михайловичу, тем самым сохранив свои имения которые они получили от Великого княжества Литовского. В своё время Морево было родовым поместьем Н.З.Повайло-Швейковского, который конвоировал Емельяна Пугачёва в Москву. Мемуары Швейковского использовал Пушкин А.С. при написании повести Капитанская дочка. В 1859 году владельческая деревня, 12 дворов, 102 жителя. В 1904 году в составе Надвинской волости Духовщинского уезда, 35 дворов, 240 жителей, рядом с деревней было одноимённое сельцо, имевшее 4 двора и 30 жителей. В деревне было ссудно-сберегательное товарищество, паровая мельница, фельдшерский пункт, кузница. В деревне было имение помещика Герна, у которого был масло-сыродельный завод и ферма на 300 коров.

## Достопримечательности
Памятник археологии:
- Курганная группа на левом берегу реки Надва.